# Публічна обіцянка винагороди
Публічною обіцянкою винагороди є звернене до невизначеного кола осіб обіцяння майнової винагороди за досягнення обумовленого результату. Правовий статус публічної обіцянки винагороди закріплено у главі 78 Цивільного кодексу України (далі ЦК України). Слід відмітити особливу позицію законодавця по правовому закріпленню даного виду зобов'язань: чітко прослідковується розмежування на окремі види публічної обіцянки винагороди.
Власник, який загубив певну річ, обіцяє винагороду тому, хто її знайде. Або громадською організацією оголошено конкурс на найкращий варіант дослідницької роботи в рамках проекту. Ці приклади породжують зобов'язання, які мають на меті публічну обіцянку винагороди. Виходячи з положень ст. 2 ЦК України, особою, яка має право публічно пообіцяти винагороду, може бути як фізична, так і юридична особа. Крім того, дане положення передбачено в п.1 ст. 1150 ЦК України [5].
Публічна обіцянка винагороди характеризується низкою особливостей:
- публічність — обіцянка повинна бути сповіщена у засобах масової інформації або іншим чином невизначеному колу осіб (п. 2 ст. 1144, п. 2 ст. 1150 ЦК України). Так, якщо власник доручив будь-кому за визначену винагороду пошуки речі, що була згублена, це був би договір на виконання роботи, а не публічна обіцянка винагороди. Так, як особливої форми оголошення публічної обіцянки винагороди в ЦК України не встановлено, публічність виступає саме таким обов'язковим елементом останньої. Вибір способу сповіщення залежить від особи, яка обіцяє винагороду і певною мірою залежить від її матеріального становища;

- майнова винагорода — має бути обіцяна не будь-яка винагорода, а саме майнова. Винагорода, що позбавлена майнового змісту, не спроможна породити цивільно-правові зобов'язання. Якщо б, наприклад, організатором конкурсу було встановлено не майнову винагороду, а подяку (грамоту), виникли б не зобов'язальні, а інші відносини, що виходять за межі цивільного права. Подана умова закріплюється твердженням науковця Безклубого І., який визначає, що одним з джерел виникнення грошового зобов'язання є публічна обіцянка винагороди [1,60].

- результат — винагорода повинна бути обіцяна за досягнення результату, до якого, незалежно один від одного, може прагнути невизначене коло осіб (за винятком закритого конкурсу відповідно до п.3 ст. 1150 ЦК України, де учасниками завжди будуть визначена кількість персональних учасників [5]. Публічна обіцянка винагороди припускає досягнення єдиного у своєму роді і в силу цього неповторного результату (наприклад, відшукання загублених документів). Він може бути досягнутий чи не досягнутий, але не може бути виконаний краще чи гірше. Тому обіцянку винагороди вправі вимагати той, хто досяг обумовленого результату.

Досягнення результату лише для конкретної особи виключає публічну обіцянку винагороди. Наприклад, якщо оголошено закритий конкурс і запрошено одного персонального учасника; якщо винагорода запропонована в рамках відділу, де працює один співробітник тощо.
Цивільним кодексом також встановлено, що у разі публічної обіцянки винагороди завдання, яке належить виконати, може стосуватися разової дії або необмеженої кількості дій одного виду, які можуть вчинятися різними особами (ст. 1145 ЦК України). Предметом публічної обіцянки винагороди є дії. Винагорода може бути обіцяна тільки за здійснення особою правомірних дій. Інші дії, які не відповідають основам правопорядку і моральності, та є протиправними, не можуть бути включені у зміст завдання.
Певні вимоги повинні бути обумовлені щодо строку дії публічного обіцяння. Якщо у публічному обіцянні винагороди не встановлений строк (термін) його виконання, воно є чинним протягом розумного часу відповідно до змісту завдання (ст. 1146 ЦК України). Поняття словосполучення «розумний час» тлумачиться у кожному випадку по-різному і в залежності від конкретних обставин, наприклад, повідомлення необхідних відомостей (виконання завдання) не має значення для особи, яка обіцяє винагороду, після настання обставин, що знецінюють подану інформацію (виконане завдання).
Дещо незрозумілою є наявність у ст. 1146 ЦК України такого змісту: «У разі публічної обіцянки винагороди для виконання завдання може бути встановлений строк (термін). Якщо строк (термін) виконання завдання не встановлений, воно вважається чинним протягом розумного часу відповідно до змісту завдання». Тобто, з одного боку, за ст. 1144 ЦК у сповіщенні публічної обіцянки винагороди строк виконання завдання «має бути визначений», а з іншого боку, за ст. 1146 цього ж Кодексу, строк виконання завдання «може бути встановлений» [5]. Від однозначного трактування цього питання залежить юридичне значення публічної обіцянки винагороди за відсутності зазначення строку виконання завдання.
Виходячи з юридичної природи обіцянки винагороди, потрібно зазначити, що особа, яка виступила з публічним обіцянням винагороди, має право змінити завдання та умови її надання (п. 1 ст. 1147 ЦК України). Але такі зміни несуть негативні наслідки (право на відшкодування збитків та понесених витрат) для особи, що обіцяє винагороду (пп. 2-3 ст. 1147 ЦК України). Така позиція законодавця значно розширює засоби захисту суб'єктів-виконавців певного завдання, що вступають у зазначені правовідносини, з іншої сторони, це стимулює осіб, що обіцяють винагороду, дотримуватись передбачених законом правил виконання зобов'язання.
Слід відзначити, що подані правові умови змінили юридичну природу зобов'язань, що виникають у зв'язку з публічною обіцянкою винагороди, так як в теорії радянського цивільного права зміна будь-яких умов не допускалась. Неврегульованим також залишається питання щодо вимог, які ставляться до сповіщення про зміну завдання та умов надання винагороди, що може породити неоднозначність такого тлумачення та виникнення суперечностей, наприклад, якщо публічна обіцянка винагороди була зроблена через газету, чи можна змінити умови шляхом сповіщення в іншій формі тощо
У разі виконання завдання і передавання його результату особа, яка публічно обіцяла винагороду (нагороду), зобов'язана виплатити її. Якщо завдання стосується разової дії, винагорода виплачується особі, яка виконала завдання першою. Якщо таке завдання виконано кількома особами одночасно, винагорода розподіляється між ними порівну.
Слід зазначити, що у разі відсутності публічної обіцянки винагороди за знахідку речі, особа, яка знайшла загублену річ, має право вимагати від її власника (володільця) винагороду за знахідку в розмірі до двадцяти відсотків вартості речі. Якщо ж власник публічно обіцяв винагороду за знахідку, винагорода виплачується на умовах публічної обіцянки (ст. 339 ЦК України).
Право на одержання винагороди не виникає, якщо особа, яка знайшла загублену річ, не заявила про знахідку або вчинила спробу її приховати. Відповідно до ст. 1149 ЦК України зобов'язання у зв'язку з публічною обіцянкою винагороди припиняється у разі:
- закінчення строку для передавання результату;
- передавання результату особою, яка першою виконала завдання.

Особа, яка публічно обіцяла винагороду, має право публічно оголосити про припинення завдання. Знову ж таки, умови щодо такого оголошення тим самим шляхом, яким було оголошено і обіцянку винагороди, не встановлено. У цьому разі особа, котра понесла реальні витрати на підготовку до виконання завдання, має право на їх відшкодування. Безперечно, такі витрати повинні підтверджуватися документально та/чи показаннями свідків.
Публічна обіцянка винагороди — односторонній правочин, і вже з цієї причини вона сама по собі не може породити зобов'язальне правовідношення. До того ж зобов'язання встановлюється завжди між конкретними особами, а публічна обіцянка звернена до невизначеного кола суб'єктів. Проте можливі і правовідносини з усіма взагалі, які зобов'язуються утримуватись від посягання на чуже майно. Але така можливість існує не для відносних (зобов'язальних), а тільки для абсолютних правовідносин (наприклад, для правовідносин власності). Вона характеризується також тим, що невизначена кількість зобов'язаних осіб протистоїть уповноваженому.
Якщо ж вважати, що публічна обіцянка винагороди породжує правовідносини з будь-ким і кожним, то тут вже, навпаки, особі, яка дала обіцянку, протистояли б усі інші як уповноважені. Але існування великої кількості уповноважених перед одним зобов'язанням виключено самою природою правовідносин. Не можна забувати про те, що публічна обіцянка винагороди як така ні до чого не уповноважує тих, до кого вона звернена. Особа, яка її оголосила в тому розумінні, що, якщо хто-небудь досягне обумовленого результату, йому повинна бути видана обіцяна винагорода, але подібний обов'язок і відповідне йому право конкретної особи виникають лише при досягненні результату. Саме в цей момент з'являється і зобов'язання з усіма властивими йому ознаками: конкретним складом учасників, які мають визначені права та обов'язки [3,302].
Звідси випливає, що для виникнення зобов'язання, що розглядаються, потрібна наявність кількох юридичних фактів (юридичний склад): сама публічна обіцянка винагороди як односторонній правочин і той результат, за досягнення якого обіцяна винагорода. Досягнення обумовленого результату не є правочином. Коли автор пише твір на підставі оголошеного конкурсу, він в процесі своєї творчої діяльності ніяких правочинів не здійснює, не говорячи про те, що конкурс може бути проведений на підставі вже створених і, навіть, на підставі опублікованих творів. Але надання досягнутого результату тому, хто оголосив обіцяну винагороду, як і згода (очевидна і мовчазна) включити в оцінку результат, досягнутий до такого оголошення, є звичайно, правочином.
Отже, юридичний склад, що породжує зобов'язання поряд з досягнутим результатом включає хоча б два односторонні правочини: обіцяння винагороди і виражений тим чи іншим способом відгук на неї. Хоча такі правочини носять зустрічний характер, і другий повинен відповідати першому, вони являють собою не договір, а односторонні зустрічні правочини. Договору тут немає не тільки тому, що перший правочин на відміну від оферти не має конкретного адресату, а звернений до невизначеного кола осіб, але і тому, що другий правочин на відміну від акцепту також у більшості випадків може бути здійснений невизначеною кількістю осіб [2,783].
Результат, заради досягнення якого публічно обіцяється винагорода, буває різного характеру. Але з точки зору класифікації зобов'язань, що розглядаються, важливо відрізняти результати двоякого виду: єдині у своєму роді і порівнянні за якістю і до того ж, одночасно кількома суб'єктами в різних місцях, незалежно один від одного (наприклад, загублену річ можна знайти або не знайти, але не інше). Навпаки, літературні твори на задану тему можуть бути одночасно і незалежно один від одного створені декількома авторами без будь-якого збігу художніх та інших якостей, що виключається індивідуальністю літературної творчості. У зв'язку з цим прийнято розрізняти публічну обіцянку винагороди, яка визначається, як конкурс і що не є конкурсом.
Незалежно від поділу публічної обіцянки винагороди без оголошення конкурсу та за його результатами, таким позадоговірним зобов'язанням притаманні такі обов'язкові умови:
- зміст завдання;
- строк виконання завдання;
- місце виконання;
- форма та розмір винагороди, які визначається особою, що обіцяє винагороду.

Крім перелічених умов, визначених законом, особа має право висунути й інші умови за своїм розсудом. Таким чином, публічна обіцянка винагороди — це звернена до невизначеного кола осіб обіцянка майнової винагороди за досягнення обумовленого результату тому, хто досягне цього результату.